# Е
E هو حرف من حروف الأبجدية السيريلية. وهو شكل مطابق للحرف الروماني E، في بلغارية، المقدونية، صربية، الأوكرانية يسمى هذا الحرف «ئي». وقد أخذ هذا الحرف من الحرف اليوناني إبسيلون (Ε, ε).
في البيلاروسية والروسية، يسمى هذا الحرف «ئي» ويمثل حرف علة تذوقي. وهو يعدل الحرف الذي قبله وهو لا يختلف عن بعض اللغات كالبلغارية والأوكرانية. الأوكرانية تستعمب الحرف Є لتُمثل حرف Е التذوقي.